# Karl August Borg
Karl August Olsson Borg, född 8 maj 1866 på Väddö, död 24 oktober 1948 i Gävle, var en svensk snickare och riksdagspolitiker.
Borg var från 1909 ledamot av riksdagens andra kammare, invald i Örbyhus härads valkrets och från 1912 invald i Uppsala läns valkrets. Han var även landstingsman från 1909.